# Hulkuru, Bangarapet
Hulkuru là một làng thuộc tehsil Bangarapet, huyện Kolar, bang Karnataka, Ấn Độ.